# Seck (herb szlachecki)

Herb Seck

Seck (Setzke, Zetzke, Zetzken, błędnie Dzięcioł odmienny) – kaszubski herb szlachecki, według Przemysława Pragerta błędnie uznawany za odmianę herbu Dzięcioł.

## Opis herbu
Opis z wykorzystaniem zasad blazonowania, zaproponowanych przez Alfreda Znamierowskiego:
W polu czerwonym dudek srebrny na ostrzewiu z trzema sękami w skos. Klejnot: nad hełmem bez korony trzy pióra strusie czarne. Labry czarne, podbite srebrem.

## Najwcześniejsze wzmianki
Herb najwcześniej pojawił się na mapie Pomorza Lubinusa z 1618 (jako Zetzken), następnie m.in. w starym i nowym herbarzu Siebmachera (odpowiednio Zetzken i Zetzke) i Ledebura (Adelslexikon der preussichen Monarchie von...).

## Rodzina Seck
Rzadko odnotowywana rodzina z ziemi lęborskiej, nazwisko biorąca od imienia Sieciech (skrócone do Siećk, po kaszubsku Seck, następnie zniemczane do Setzke, Zetzke, wtórnie polonizowane do Sieczka i Sieczk). Najwcześniejszą wsią w jakiej byli notowani jest Pogorszewo. Najstarsze potwierdzenie praw do wsi dla Secków pochodzi z 1493, kolejne z lat 1575, 1583, 1605, 1608, 1618, 1621. Wzmianka z 1575 wymienia aż siedmiu męskich przedstawicieli. Wzmianka z 1609 zawiera informację, że Seckowie dawniej zwani byli "Poggergow" (czy może poprawniej Poggerschow albo Puggerschow). Zapis z 1658 notuje ich jako Poggentow albo Poggerzow). W Rzeczypospolitej, po włączeniu ziemi bytowskiej, odnotowano w 1648 panią Sieczkową i pana Jana Pogorszewskiego, pana Sieczka i pana Zerzewskiego. W roku 1658 odnotowano Heinricha Christiana, Petera i Freidricha Die Setzken, małoletnich synów Hanssa, Matthissa, pisarza zbożowego w Altstadt oraz Ismaela, wojskowego. W 1696 wzmiankuje się jeszcze rodzinę von Setzky w Pogorszewie i jest to ostatnia o nich wzmianka w tej wsi. Przed 1701 odnotowano zgon Matthiasa von Zetzke. Rodzina trwała jednak dalej, m.in. w księdze sądowej lęborskiej w latach 1721, 22, 24 i 26 wymieniano Jana Seck (Secki). Rodzina prawdopodobnie wygasła w XVIII wieku. Z powodu podobieństwa herbów pojawiały się opinie, że Seckowie są wspólnego pochodzenia z Dzięcielskimi. Pogląd ten jest jednak błędny.

## Herbowni
Seck (Secke, Secki, Setzke, Setzky, Sieczk, Sieczka, Zetzke, Zetzken, Zetzki). Rodzina ta miała też rzekomo nazywać się odmiejscowo Poggentow (Poggergow, Poggerzow, Pogorszewski).